# Jüri Ratas
Jüri Ratas (ur. 2 lipca 1978 w Tallinnie) – estoński polityk, od 2016 do 2023 przewodniczący Estońskiej Partii Centrum, w latach 2005–2007 burmistrz Tallinna, w latach 2016–2021 premier Estonii, poseł do Riigikogu i jego przewodniczący w latach 2021–2023, deputowany do Parlamentu Europejskiego X kadencji.

## Życiorys
Absolwent Uniwersytetu Technicznego w Tallinnie, w 2000 uzyskał licencjat, a w 2002 magisterium z ekonomii. Studiował następnie prawo na Uniwersytecie w Tartu, a w 2007 na macierzystej uczelni podjął studia doktoranckie.
W latach 1996–1998 pracował jako analityk rynku w przedsiębiorstwie ANR Amer Nielsen Eesti OÜ, od 1997 do 1999 był analitykiem na Uniwersytecie w Tartu, następnie kierował prywatnym przedsiębiorstwem. Pracował później w estońskim związku koszykarskim (2001–2002) i tallińskim magistracie jako doradca ds. ekonomicznych (2002–2003)
W 2000 przystąpił do Estońskiej Partii Centrum. W latach 2003–2004 i w 2005 pełnił funkcję zastępcy burmistrza Tallinna, następnie do 2007 sprawował urząd burmistrza estońskiej stolicy. W wyborach w 2007 po raz pierwszy uzyskał mandat posła do Riigikogu. W 2011, 2015, 2019 i 2023 ponownie był wybierany do Zgromadzenia Państwowego.
Od 2007 do 2016 był drugim wiceprzewodniczącym parlamentu. W listopadzie 2016 został nowym przewodniczącym centrystów, zastępując na tej funkcji Edgara Savisaara, założyciela i wieloletniego lidera partii. 23 listopada 2016, po rozpadzie koalicji tworzącej drugi rząd Taaviego Rõivasa, został kolejnym premierem Estonii, stając na czele nowego gabinetu, utworzonego przez centrystów, socjaldemokratów oraz partię Związek Ojczyzny i Res Publica.
Stanowisko premiera utrzymał także po wyborach w 2019. Jego centryści podpisali umowę koalicyjną z współrządzącą Isamaa oraz z opozycyjną dotąd narodowo-konserwatywną EKRE. 17 kwietnia Riigikogu powierzyło mu misję utworzenia nowego rządu, który został powołany tydzień później przez prezydent Kersti Kaljulaid i rozpoczął urzędowanie po zaprzysiężeniu 29 kwietnia 2019.
13 stycznia 2021 podał się do dymisji z funkcji premiera. Nastąpiło to w związku z postępowaniem dotyczącym korupcji, którym objęto m.in. sekretarza generalnego centrystów i doradczynię ministra finansów. Zakończył urzędowanie 26 stycznia 2021, gdy zaprzysiężony został współtworzony przez jego ugrupowanie rząd liderki Estońskiej Partii Reform Kai Kallas.
W marcu 2021 został wybrany na nowego przewodniczącego estońskiego parlamentu. Funkcję tę pełnił do końca kadencji w 2023, w kwietniu tegoż roku ponownie został drugim wiceprzewodniczącym Riigikogu. We wrześniu 2023 na funkcji przewodniczącego centrystów zastąpił go Mihhail Kõlvart. W styczniu 2024 Jüri Ratas przeszedł do centroprawicowej partii Isamaa. W tym samym roku uzyskał mandat posła do Europarlamentu X kadencji.

## Odznaczenia
- Order Herbu Państwowego II Klasy (2021)[20]
- Krzyż Zasługi MSZ (2021)[21]
- Krzyż Wielki Orderu Zasługi Republiki Włoskiej (Włochy, 2019)[22]
- Order Trzech Gwiazd II klasy (Łotwa, 2019)[23]
- Krzyż Wielki Orderu Gwiazdy Rumunii (Rumunia, 2021)[24]
- Order Księcia Jarosława Mądrego II klasy (Ukraina, 2022)[25]
- Medal Rady Bałtyckiej (2011)[26]